# 大叶密脉木
大叶密脉木（学名：Myrioneuron effusum），为茜草科密脉木属下的一个植物种。